# Markhamia
Markhamia, biljni rod iz porodice katalpovki smješten u tribus paleotropske klade . Sastoji se od 5 vrsta drveća raširenog po tropskoj Africi i od južne Kine do Indokine.. 

## Etimologija
Latinsko ime rodu Markhamia dao je Berthold Seeman, u čast svog prijatelja Sir Clementsa Roberta Markhama (1830.-1916.), engleskog geografa i putnika, koji je u Indiju uveo poznato kina-drvo (Cinchona) od kojega se dobiva kinin. 

## Opis
Drveće ili grmlje. Prisutne pseudostipule. Listovi nasuprotni, neparno perasti, peteljka i rahis kanalizirani odozgo. Cvat je završna ili aksilarna metlica ili grozd. Čaška ima spatu, kraća od cijevi vjenčića. Vjenčić zvonast, 5-režnjevit, 2-usna, često s upadljivim malim žlijezdama na ustima. Disk u obliku prstena ili čaše. Jajnik 2-lokularan. Čahura izdužena, spljoštena, s 2 ventila; ventil se lokulicidno cijepa. Sjemenke s papirnastim krilima.

## Vrste
1. Markhamia lutea (Benth.) K.Schum.
2. Markhamia obtusifolia (Baker) Sprague
3. Markhamia stipulata (Wall.) Seem.
4. Markhamia tomentosa (Benth.) K.Schum. ex Engl.
5. Markhamia zanzibarica (Bojer ex DC.) K.Schum.